# Vincent Niemojowski
Vincent Niemojowski (ou Niemoiowski), en polonais : Wincenty Niemojowski, né le 5 avril 1784 à Słupia et mort en décembre 1834 à Moscou, est un traducteur, critique littéraire et homme politique,  polonais, participant actif à l'insurrection de 1830-1831 du royaume de Pologne contre le tsar Nicolas Ier.
Il est le frère aîné d'un autre grand patriote polonais, Bonaventure Niemojowski (1787-1835).

## Biographie

### Origines familiales et formation
Fils de Félix Niemojowski et d'Anielia, née Walkowska, il est issu d'une famille noble (blason Wierusz) de Grande-Pologne. 
Il est encore enfant lorsque, après le troisième partage de la Pologne (1795), cette région est annexée par la Prusse. 
Il fait ses études secondaires au collège des Piaristes de Varsovie (Collegium nobilium), puis fréquente les universités allemandes de Halle et d' Erlangen.

### Leader de l'opposition dans le royaume de Pologne (1818-1830)
En 1807, Napoléon a créé le duché de Varsovie dont fait partie la Grande-Pologne. En 1815, le congrès de Vienne a fait du duché le royaume de Pologne, attribué au tsar Alexandre Ier et à ses successeurs. En novembre 1815, Alexandre a donné au royaume une constitution relativement libérale.
Trop jeune pour s'engager militairement, son patriotisme lui donne l'occasion de siéger à la chambre administrative du département de Kalisz, la proposition lui est transmise par Wybicki[pas clair]. Mais Niemojowski préfère se retirer des affaires et consacrer ses loisirs à l'étude de l'économie politique, à la littérature et à la poésie. Il s'intéresse aussi aux activités agronomiques d'un autre propriétaire foncier de Grande-Pologne, Aloïs Biernacki.
En 1818, il est élu député de Kalisz à la Diète, réunie cette année-là pour la première fois depuis l'entrée en vigueur de la constitution. Il s'affirme progressivement comme le chef de l'« opposition légale » au gouvernement en place, dont la personnalité dominante est le ministre des Finances, le prince Drucki-Lubecki. Son opposition est fondée sur l'exigence du respect des lois du royaume, notamment la constitution et le Code Napoléon hérité du duché de Varsovie. 
En 1820, son frère Bonaventure est lui aussi élu député.  Les frères Niemojowski apparaissent comme les leaders d'un courant libéral et patriote, appelé « groupe de Kalisz », qui perdure pendant toute la décennie 1820. En font aussi partie les frères Morawski (Théodore et Théophile) et Biernacki, qui en 1820 est seulement membre du conseil de la voïvodie de Kalisz.
L'influence de Vincent Niemojowski inquiète tant le pouvoir que le le grand-duc Constantin, commandant en chef de l'armée du royaume, lui interdit de se trouver en sa présence[réf. nécessaire].
Souhaitant assister à la diète de 1825[pas clair], Niemojowski est arrêté et reconduit sur ses terres, où il est assigné à résidence. Sa maison est dès lors surveillée par des gendarmes. Lorsque peu après, à la mort d'Alexandre Ier (1er décembre 1825), le grand duc Constantin transmet à Niemojowski la grâce du nouveau tsar, Nicolas Ier, à condition qu'il renie ses opinions politiques, Niemojowski refuse, disant qu'il préfère la captivité à l'humiliation.
Il recouvre la liberté cinq ans plus tard, lorsqu'éclate la insurrection du 29 novembre.

### L'insurrection (29 novembre 1830-septembre 1831)
Il s'empresse de rejoindre Varsovie, où le 3 décembre est mis en place un gouvernement provisoire, puis où le 18 décembre, la Diète confie les pleins pouvoirs au général Chlopicki. 
En janvier 1831, après la démission de Chlopicki (le 18), la Diète vote la destitution de Nicolas Ier comme roi de Pologne (le 25) et établit le gouvernement national présidé par Adam Czartoryski : Vincent Niemojowski est alors choisi comme responsable du département de l'Administration et de la Police, son frère lui étant subordonné comme ministre de l'Intérieur. 
Le gouvernement Czartoryski dure jusqu'au 17 août, époque où l'armée russe du général Ivan Paskevitch arrive aux abords ouest de Varsovie : le 9 août, le commandant en chef, le général Skrzynecki, a été révoqué par la Diète et, les 14 et 15 août ont eu lieu des journées d'émeutes à Varsovie, au cours desquelles des prisonniers suspects de trahison ont été tués au Château royal de Varsovie. Le général Krukowiecki, désigné comme successeur de Czartoryski, propose à Niemojowski la vice-présidence du gouvernement, mais épuisé, celui-ci refuse.
Après la prise de Varsovie par l'armée russe (7 septembre 1831), il quitte la ville avec les troupes commandées par le général Rybinski et un grand nombre d'hommes politiques envisageant de continuer la guerre, notamment son frère Bonaventure qui va être choisi pour être le nouveau chef du gouvernement national, refusant la capitulation que Krukowiecki, resté à Varsovie, a acceptée le 8 septembre.

### Le prisonnier (1831-1834)
Sa santé allant en faiblissant, Niemojowski suit les conseils de ses amis qui lui conseillent de se faire opérer à l'étranger. Mais il est arrêté  par des cosaques non loin de la frontière prussienne, à Rypin, emprisonné près de Niezawa, puis dans le faubourg de Praga, enfin dans la prison d'État des Carmes, à Varsovie.
Un décret du tsar renvoie Niemojowski en commission militaire, devant laquelle il fera preuve de calme et d’indépendance de caractère.[réf. nécessaire]
En prison, il apprend avec douleur que son neveu Edouard Niemojowski, membre de la députation nationale à Saint-Pétersbourg, a renié l'insurrection devant le tsar.
Il est condamné à mort par un arrêt de la commission militaire du 12 juin 1834. Il informe le prince Adam Czartoryski de son sort dans une lettre clandestine, écrite en français : « Tranquille avec ma conscience, j'attends avec résignation la fin de mes maux, quelle qu'elle soit. ». 
Nicolas Ier commue la peine de mort en travaux forcés. Mais, sur le chemin vers la Sibérie, Niemojowski meurt à Moscou au mois de décembre 1834. Les journaux inféodés au pouvoir affirment qu'avant de mourir, il aurait exprimé un profond repentir.
Son frère, réfugié en France et condamné à mort par contumace, meurt quelques mois plus tard, en juin 1835. 

## Œuvres
De ses écrits, il ne reste qu'une partie de ses discours parlementaires, réunis dans un ouvrage intitulé Théorie du gouvernement représentatif, fondé sur les idées de Benjamin Constant.